# Cyrtorhyssa moellerii
Cyrtorhyssa moellerii là một loài tò vò trong họ Ichneumonidae.